# Mothra (film 1961)
Mothra (jap. モスラ Mosura) – japoński film typu kaijū z 1961 roku w reżyserii Ishirō Hondy. Debiut Mothry.

## Fabuła
Rozbitkowie ocaleni po katastrofie japońskiego statku znajdują się na polinezyjskiej wyspie Infant, wcześniej wykorzystywanej do testów atomowych przez Rolisikę. Zaskakująco nie są dotknięci chorobą popromienną i przypisują to działaniu soku dostarczanego przez tubylców. Historia przykuwa uwagę dziennikarzy z gazety Nitto – reportera Sen’ichirō Fukudę, zwanego Sen-chanem, i fotografkę Michi Hanamurę. Ambasada Rolisiki informuje, że ich rząd był przekonany o tym, że wyspa Infant jest bezludna. Sen-chan i Michi przeprowadzają wywiad z biorącym udział w japońsko-rolisikańskiej ekspedycji lingwistą i antropologiem – Shinichim Chūjō przekonanym o tym, że tubylcy mają podobną strukturę języka i kulturę, co reszta Wysp Polinezyjskich. Dowódcą wyprawy jest rolisikański biznesmen – Clark Nelson, który zabrania w niej udziału reporterów. Nie powstrzymuje to Sen-chana wdzierającego się na pokład jako pasażer na gapę.
Wkrótce ekspedycja dociera na wyspę Infant, którą pokrywa fantazyjna dżungla. Chūjō trafia do jaskini i odkrywa zmutowane grzyby, z których mógł być wytwarzany sok opisany przez rozbitków oraz hieroglify. Po wyjściu zostaje zaatakowany przez mięsożerne rośliny, lecz ratują go dwie kobiety mierzące zaledwie 30 centymetrów. Następnego dnia miniaturowe kobiety ujawniają się wyprawie i zostają nazwane przez Sen-chana „Shobijin”. Chūjō tłumaczy ich wypowiedź, z której wynika prośba o zaprzestanie testów atomowych na Infant. Nelson nie bacząc na prośby innych, zamierza porwać Shobijin, jednak przeszkadzają mu w tym tubylcy. Wyprawa kończy się powrotem do Japonii.
Sen-chan i Chūjō próbują ustalić informacje nt. Nelsona. Sen-chan podejrzewa, że jest kimś w rodzaju grabieżcy zabytków i wspomina, że znalazł mapę wyspy Infant w kabinie Nelsona. Chūjō pokazuje mu zapiski pisma, którego znalazł w jaskini. Dzięki znajomości polinezyjskich dialektów rozszyfruje wiadomość, a słowo-klucz to „Mothra”. Tymczasem na Infant wraca Nelson ze swoimi ludźmi i porywa Shobijin. Gdy tubylcy znów chcą je uratować, Nelson odpowiada ogniem z karabinu. Jeden z umierających krzyczy „Mothra” przed jaskinią, z której wyłania się gigantyczne jajo.
W Tokio Nelson czerpie zyski z wodewilu The Secret Fairies Show, w którym Shobijin zmuszone są występować. Powoduje to wściekłość redaktora naczelnego Nitto, że Sen-chan wcześniej nic o nich nie napisał. Ten tłumaczy się, że członkowie ekspedycji zgodzili się zostawić je w spokoju. Bohaterowie udają się na jeden ze spektakli The Secret Fairies Show. Okazuje się, że rząd Rolisiki zgodził się na wyprawę tylko dlatego, ponieważ sponsorował ją Nelson. Melodia pieśni Shobijin jest bardzo podobna do tej na wyspie. Ich pieśń zawiera w sobie wołanie o pomoc do Mothry, bogini czczonej przez mieszkańców wyspy, którzy również składają do niej modły o ocalenie Shobijin.
Sen-chan, Chūjō i Michi oskarżają Nelsona o przetrzymywanie Shobijin wbrew ich woli. Ten odpiera zarzuty, ale pozwala na krótką rozmowę z lilipucimi kobietami wiedząc, że i tak nie znają japońskiego. Okazuje się, że Shobijin rozumieją, co mówią Japończycy. Wyjaśniają, że mogą zrozumieć myśli innych i na odwrót. Informują ze smutkiem, że wrócą na wyspę, jednak kosztem ogromnych zniszczeń wywołanych przez Mothrę. Wkrótce na Infant z jaja czczonego przez tubylców wykluwa się gigantyczna gąsienica – Mothra.
Nelson zapowiada kroki prawne wobec Nitto za zniesławienie, gdy ta opublikowała zdjęcie Shobijin w klatce. Wkrótce docierają wieści o Mothrze niszczącej coraz więcej statków na morzu. Gazeta Nitto obwinia o to Nelsona i ostrzega o możliwych zniszczeniach w Tokio. Sen-chan i Chūjō przedzierają się przez zbirów Nelsona pilnujących Shobijin i proszą je, by kontrolowały na Mothrę. Te mówią, że Mothra kieruje się instynktownie i nic nie mogą zrobić. Bohaterowie wpadają na pomysł, by zablokować fale telepatyczne specjalnym szkłem.
Po zlokalizowaniu Mothry, w redakcji Nitto trwają przygotowania do serii artykułów na jej temat. Dostają też informację, że rolisikański rząd broni Nelsona do prawa posiadania Shōbijin. Przebywająca wciąż na morzu Mothra zostaje potraktowana napalmem. Nelson jest przekonany, że potwór nie żyje, ale niechętnie przystaje na ochronne szkło na klatkę Shobijin. Mothra jednak żyje i dociera do Japonii powodując coraz większe zniszczenia. W wyniku niszczycielskiego pochodu potwora Rolisika wycofuje poparcie Nelsona i domaga się uwolnienia Shobijin. Małoletni brat Chūjō – Shinji próbuje na własną rękę uratować Shobijin, jednak zostaje powstrzymany Nelsona i jego zbirów, którzy go związują i uciekają z liliputkami. Sen-chan i Chujō odnajdują związanego Shinjiego, a Michi informuje, że Mothra niszczy Tokio, gdzie zawija się w kokon przy Tokyo Tower.
Poszukiwany Nelson ucieka incognito do Rolisiki. Wiedząc, że Mothra nie spocznie, póki odzyska Shobijin rząd rolisikański udostępnia atomowe działa cieplne. Zostają użyte przeciw Mothrze znajdującej się w kokonie. Przebywający na swym ranczu Nelson i jego ludzie dowiadują się z radia, że Mothra jest zabita. Mimo to Shobijin wciąż śpiewają o pomoc. Mothra przeżyła atak dział cieplnych i wyłania się z kokonu prezentując się w formie imago. Tym razem jako gigantyczna ćma dolatuje do Rolisiki. Widząc zniszczenia w kraju obywatele Rolisiki żądają aresztowania Nelsona i zostaje za nim wydany list gończy. Sen-chan i Michi docierają do stolicy Rolisiki, New Kirk City, gdzie dociera również Mothra, powodując zniszczenia. Nelson próbuje uciec z New Kirk City, jednak zostaje rozpoznany przez wzburzony tłum i ginie od policyjnych kul.
Sen-chan i Michi spotykają z Chūjō, który został przez rząd Rolisiki poproszony o negocjacje z Shobijin. Rolisikanie żądają wypuszczenia Shobijin, jednak Michi wyraża obawę, że po ponownym nawiązaniu kontaktu telepatycznego Mothra może spowodować więcej zniszczeń. Uwagę Japończyków przykuwa kościół, którego krzyż przypomina symbol Mothry z wyspy Infant. Michi zauważa, że bicie dzwonów kościelnych przypomina melodią pieśni modlitewne dla Mothry. Zostaje zlecone narysowanie symbolu Mothry na lotnisku i rytmiczne bicie dzwonów we wszystkich kościołach, co przyciąga Mothrę. Wypuszczone Shobijin dziękują za pomoc, jaką otrzymały od Japończyków i wraz z Mothrą wracają na wyspę Infant.

## Obsada
- Frankie Sakai – Sen’ichirō „Sen-chan” Fukuda
- Hiroshi Koizumi – Shinichi Chūjō
- Jerry Ito – Clark Nelson
- Kyōko Kagawa – Michi Hanamura
- Emi Itō – Shobijin #1
- Yūmi Itō – Shobijin #2
- Ken Uehara – dr Harada
- Obel Wyatt – dr Roff
- Takashi Shimura – redaktor naczelny Nitto
- Tetsu Nakamura – wspólnik Nelsona
- Osman Yusuf – ochroniarz Nelsona
- Akihiro Tayama – Shinji Chūjō
- Robert Dunham – szef policji w New Kirk City
- Harold Conway – rolisikański ambasador
- Akihiko Hirata – lekarz
- Kenji Sahara – pilot helikoptera
- Yūji Koseki – dyrygent
- Katsumi Tezuka – 
  - larwa Mothry,
  - fotoreporter
- Haruo Nakajima –
  - larwa Mothry,
  - ewakuujący się tokijczyk

## Produkcja

### Przygotowania
Po porażce finansowej Daikaijū Baran (1958) dyrektor generalny Tōhō Iwao Mori zażądał następnego „kasowego” potwora obok Godzilli i Rodana, który tym razem miał za zadanie przyciągnąć żeńską widownię. Twórcy owych potworów Ishirō Honda i Eiji Tsuburaya od dawna chcieli nakręcić film w stylu King Konga (1933) i uznali, że będzie to odpowiedni moment. Producent Tomoyuki Tanaka zaproponował Shin’ichirō Nakamurze napisanie historii zawierającej dużą ilość postaci żeńskich i potwora atrakcyjnego dla kobiet.
Nakamura we współpracy z Takehiko Fukunagą i Yoshie Hottą na prośbę Tanaki stworzył powieść pt. Hakkō Yōsei to Mosura (jap. 発光妖精とモスラ; pol. Świetliste Wróżki i Mosura), wydawaną w odcinkach w tygodniku „Shūkan Asahi”. Fabuła opowiadała o rosilikańsko-japońskiej ekspedycji naukowej, która na wyspie na południowym Pacyfiku odkrywa cud współczesnej nauki żyjący wśród rdzennego plemienia: obecność licznych 60-centymetrowych wróżek zwanych Ailenas, które czczą Ajimę, boga nocy i Ajiko, boginię dnia. Ekspedycja porywa wróżki, nieświadoma że rozgniewała Mosurę, ćmy ze świecącego jaja stworzonego przez Ajimę i Ajiko. Mosura terroryzuje Japonię, a później Rosilikę, ratując wróżki, po czym wraca z nimi na wyspę. Rolisika, fikcyjny kraj w powieści i filmie, nawiązywała do napiętych stosunków japońsko-amerykańskich i protestów ws. zawartego rok temu Traktatu o wzajemnej współpracy i bezpieczeństwie pomiędzy Japonią a Stanami Zjednoczonymi Ameryki; jej nazwa odwołuje się zarówno do Rosji (jap. ロシア Roshia), jak i do Stanów Zjednoczonych (jap. アメリカ Amerika) . Imię Sen’ichirō Fukudy, głównego bohatera powstało jako połączenie nazwisk autorów oryginalnej powieści.

### Scenariusz
| „Chcieliśmy zrobić coś nowego dla całej rodziny, jak w stylu Disneya lub Hollywood. Chcieliśmy, żeby był jaśniejszy, ładniejszy.”– Ishirō Honda |

Japoński plakat z roboczym tytułem Daikaijū Mosura

Do stworzenia scenariuszu do wersji filmowej zatytułowanej pt. Daikaijū Mosura (jap. 大怪獣モスラ; pol. Wielki Potwór Mosura) zatrudniono Shinichiego Sekizawę, który wybrał z powieści to co uważał za najlepsze: „Najważniejsza jest rozrywka. Jeśli jest zbyt wiele szczegółów... publiczność nie będzie zainteresowana. Więc moja filozofia polega na tym, aby po prostu dodać tyle, aby opowiedzieć historię i utrzymać ją w ruchu”. Ograniczył wątek polityczny reprezentowany przez Rosilikę, zmniejszył rozmiar Ailenas o połowę i usunął wątek romansowy jednej z nich i głównego protagonisty. Zmienił także zawód Sen’ichirō ze studenta mitologii na reportera. Sekizawa zdecydował też, aby nazwać Ailenas Shobijin (jap. 小美人; pol. Małe ślicznotki), czując, że „małe wróżki z Wyspy Infant” to zbyt długa nazwa, by je pisać. Sekizawa ukuł nazwę „Wyspa Infant” po prostu dlatego, że „brzmiała dobrze”.   
Honda później przyznał, że elementy fantasy były pomysłem Sekizawy, podczas gdy on sam był bardziej zainteresowany wątkami antynuklearnymi. Ze względu na obecność w historii wielkiego potwora czczonego jako bóstwo czy showmana i pięknej kobiety Honda określał film jako japońską wersję King Konga: „Jednakże, chciałem stworzyć nasz finałowy akt jako happy end, a nie rozwiązanie Konga, które zakończyło się tragedią”. W powieści i oryginalnym scenariuszu larwa Mosury miała zaatakować budynek Zgromadzenia Narodowego, ale zostało to odrzucone przez Tanakę.   
Oryginalna nazwa Mosury w języku angielskim brzmiała „Mosla”, ale później została zmieniona na „Mothrę” od połączenia słów moth (ang. ćma) i mother (ang. matka).

### Casting

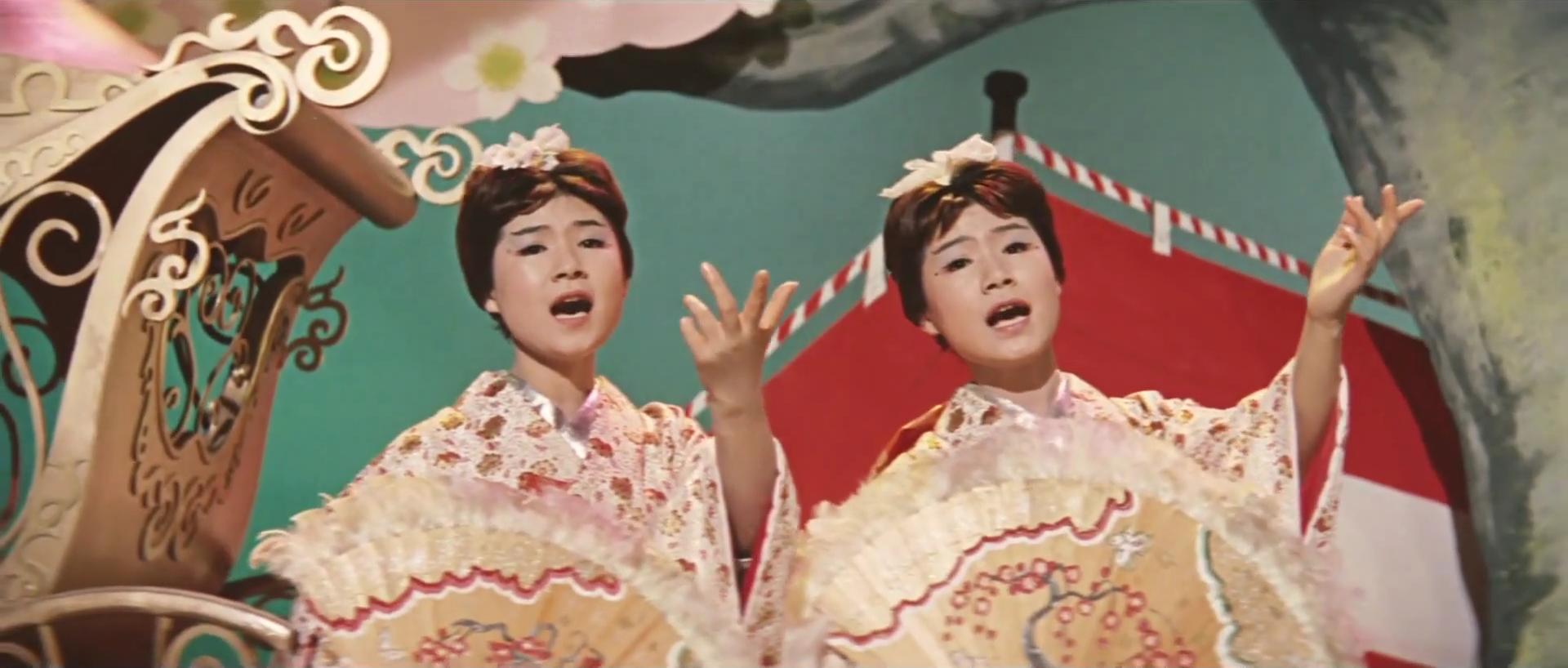
The Peanuts zostały obsadzone jako Shobijin

Ponieważ był to czas, gdy liczba widzów filmowych spadała ze względu na rozwój telewizji, Tōhō sprowadził gwiazdy spoza własnej wytwórni. Spekuluje się, że zamierzeniem było stworzenie luksusowego dzieła, którego nie dałoby się zrealizować w telewizji. Główną rolę zagrał popularny aktor komediowy Frankie Sakai, a rolę żeńską Kyōko Kagawa. W rolę Nelsona, głównego antagonisty wcielił japońsko-amerykański aktor telewizyjny Jerry Ito. Rolę redaktora naczelnego Nitto otrzymał aktor charakterystyczny Takashi Shimura. Do ról Shobijin zaangażowano bliźniaczki Emi i Yūmi Itō, które stały się bardzo popularne w Japonii jako duet wokalny The Peanuts, w związku z czym wprowadzono kolejne zmiany w scenariuszu w stosunku do powieści, zmniejszając liczbę Shobijin do dwóch. Shin Watanabe, współzałożyciel i prezes wytwórni muzycznej Watanabe Productions, był początkowo oszołomiony prośbą Tanaki o obsadzenie The Peanuts, wówczas najlepiej sprzedających się gwiazd firmy, w filmie typu kaijū w rolach Shobijin, ale ostatecznie uznał pomysł ten za interesujący. Rolę Shinjiego zagrał dziecięcy aktor teatralny Masamitsu Tayama z grupy dziecięcej „Toho Children’s Theatre Company”.
Tubylców z wyspy Infant zagrali japońscy aktorzy w ciemnym makijażu, zaś w scenach modłów do jaja Mothry zespół taneczny Nichi Geki. Honda twierdził, że w scenach tych, w której mężczyźni i kobiety przyciągają się, ma znaczenie „dobrobyt potomków = reprodukcja”. Aktorzy grający wyspiarzy po kręceniu zdjęć wynajęli publiczną łaźnię przed stacją kolejową Seijōgakuen-mae, aby umyć ciała.

### Realizacja
Produkcję Mothry rozpoczęło 9 lutego 1961 roku. Zdjęcia rozpoczęto 12 maja dla zespołu głównego wątku fabularnego i 14 maja dla zespołu ds. efektów specjalnych. Pierwszą zrealizowaną sceną była sekwencja w domu Chūjō wprowadzającą postać. Dom Chūjō i dżungla na wyspie Island zostały nakręcone w studiu. Honda chciał zawrzeć sceny z testami atomowymi na wyspie Infant oraz jak jej mieszkańcy przeżyli wybuch nuklearny, jednak zrezygnowano z nich ze względu na koszty budżetowe.
Reżyserem scen efektów specjalnych był Eiji Tsuburaya. The Peanuts nigdy nie były w interakcji z resztą obsady i sceny z ich udziałem kręcono na blue boxie i planie z powiększonymi dekoracjami, a następnie umieszczane w postprodukcji. Dodatkowo w scenach z innymi aktorami wspólnych stosowano lalki i taśmę z wcześniej nagranymi kwestiami The Peanuts. Mimo braku doświadczenia aktorskiego siostry Ito były chwalone przez Hondę za szybkość z uczeniu się i profesjonalizm. Jednocześnie Tōhō miało trudności z zaplanowaniem kręcenia scen przez The Peanuts z powodu zobowiązań umownych z Watanabe Productions.
Columbia Pictures otrzymała prawa dystrybucji na rynek zagraniczny, kiedy Mothra była w preprodukcji, zapisując w kontrakcie nakręcenie ataku Mothry na amerykańsko wyglądające miasto. W domyśle była to stolica Rosiliki, początkowo nazwana New Wagon City. Potem po sugestii asystenta reżysera, Hiroshiego Haryu zmieniono nazwę na Newark. Wówczas Jerry Ito powiedział, że to nazwa prawdziwego miasta w Stanach Zjednoczonych i stanęło na New Kirk City.
Miniaturowe dekoracje były bardziej rozbudowane niż w Godzilli (1954) i Rodanie – ptaku śmierci (1956), czyniąc je największą miniaturą w historii filmów tokusatsu Tōhō. Droga Ōme Kaido, dzielnica Dōgenzaka i okręg Shibuya, które opanowała Mothra, zostały odtworzone w skomplikowanych miniaturach w skali 1/20. Ponadto w tym czasie, przed Letnimi Igrzyskami Olimpijskimi 1964, w różnych częściach Tokio trwały prace związane z rozbudową metra i wzajemnym dostępem czy przebudowa przed głównymi dworcami kolejowymi, zostały odtworzone dokładnie tak samo jak w rzeczywistości. W miniaturze w filmie odwzorowano również ten teren budowy części placu stacji Shibuya, gdzie zaatakowała larwa Mothry, a tuż obok korpusu czołgów znajdują się czarno-żółte dwukolorowe ogrodzenia i znaki ostrzegawcze.  

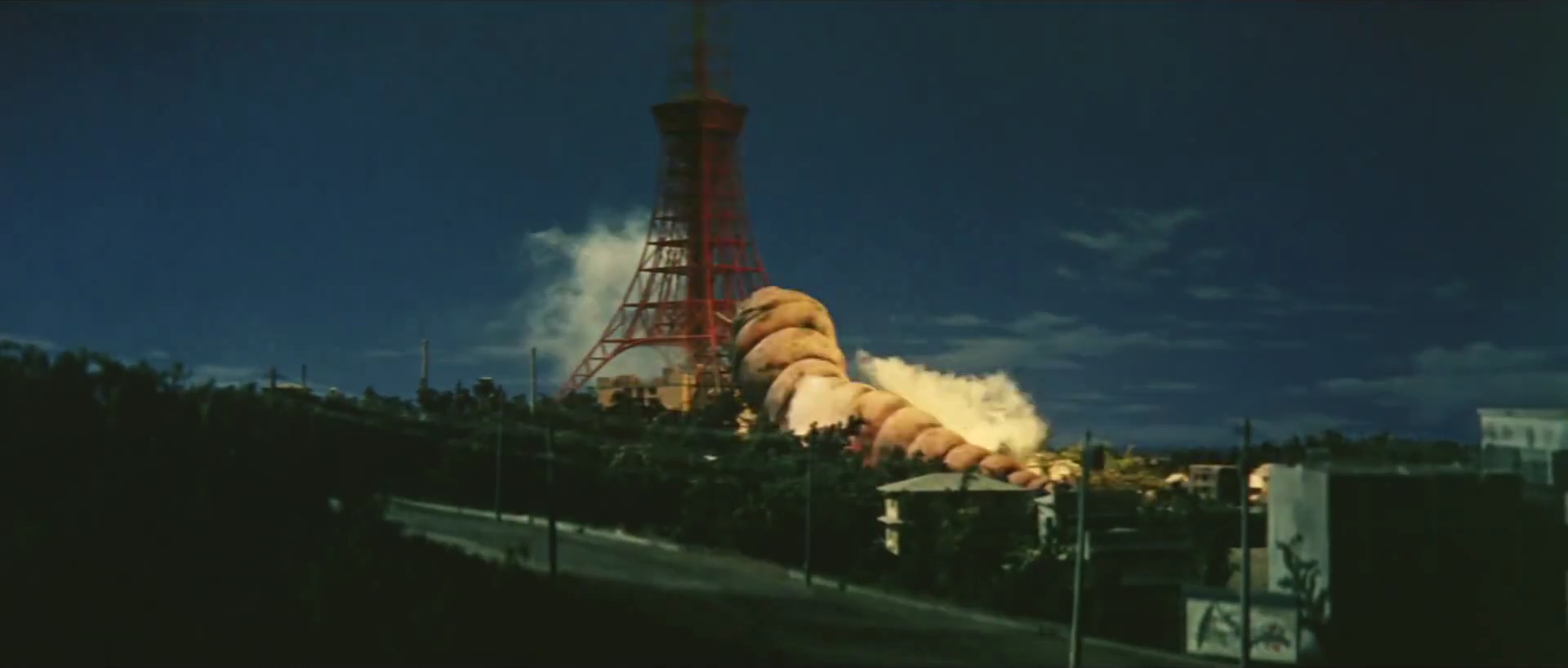
Atak Mothry w Tokio w scenie z filmu

Zarówno larwalne, jak i dorosłe stadium Mothry zostały stworzone przez Teizō Toshimitsu, Keizō Murase i braci Yagi. Miniaturowy samobieżny model o długości 3 shaku został stworzony dla postaci larwy Mothry w scenach wodnych i scenie tworzenia kokonu przy Tokyo Tower. Model ten zawierał wbudowany silnik motocyklowy, który napędzał go do przodu.  Na potrzeby sceny, w której larwa Mothry zbliża się do Tokyo Tower z Shibuya, skonstruowano kostium o wysokości 6 shaku, długości 33 shaku i wadze około 120 kilogramów. Oszacowano, że kosztował 2 miliony jenów. Ośmiu aktorów, w tym  Katsumi Tezuka i Haruo Nakajima, nosiło i obsługiwało kostium. Tezuka został wyznaczony jako główny aktor do kostiumu, ze względu na jego doświadczenie w noszeniu podobnego kostiumu do przedstawiania Meganulona w Rodanie – ptaku śmierci. Keizō Murase pokrył twarz larwy Mothry pąklami i dodał pyszczek wykonany z rotangu, aby wyglądała jak żywa, organiczna istota. Skóra larwy została wykonana z lateksu i pokryta przez Murase miękkim winylem, aby nadać połysk. Chcąc zadowolić Tsuburayę, Murase zdejmował powłokę winylową i nakładał ją ponownie, gdy tylko miał czas podczas kręcenia.
Z kolei do przedstawienia dorosłej Mothry wykonano duży miniaturowy model o rozpiętości skrzydeł ponad 2 metrów i mniejszy model. Białe futro Mothry zostało wklejone na modele, aniżeli bezpośrednio wszczepione. Eliptyczne, złożone oczy zostały wykonane z tworzywa sztucznego z wbudowanymi lampkami elektrycznymi. Aby stworzyć efekt owadzich oczu, Keizō Murase użył pręta, aby wbić niezliczone okrągłe wgniecenia w oczy, gdy plastik był nadal miękki. Murase użył później tej samej metody do stworzenia oczu tytułowej postaci w oryginalnej serii Kamen Rider. Murase namalował wzory skrzydeł Mothry, nawiązując do skrzydeł prawdziwych ciem. Aby skrzydła mogły realistycznie trzepotać, stworzono je poprzez umieszczenie dżersejowej tkaniny na rotangowej ramie. Skrzydła zostały przymocowane drutami do suwnic, które poruszały nimi, aby stworzyć efekt ich trzepotania. W przypadku ujęć Mothry lecącej w oddali zamiast trzepotania jej skrzydeł zastosowano animację rysunkową. Głos Mothry stworzono z przyspieszonego głosu Angilasa z filmu Godzilla kontratakuje (1955).

Sceny przy tamie nakręcono przy Zaporze Kurobe. Podczas spotkania produkcyjnego Tsuburaya powiedział pracownikom, że chce czterech zbiorników na wodę, aby stworzyć szalejącą wodę przerywającą tamę. Yasuyuki Inoue, główny asystent dyrektora artystycznego ds. efektów specjalnych Akiry Watanabe, zamiast tego zbudował 12 zbiorników zawierające 4320 galonów wody. Zapora została zbudowana w skali 1/50 i miała cztery metry wysokości. Miniaturowe góry wokół tamy zostały zbudowane z betonu, aby wytrzymać ciśnienie wody, co zdenerwowało Tsuburayę z powodu niemożności przesunięcia zestawu w celu ustawienia kamer. Zapora została również zaprojektowana tak, aby realistycznie kruszyć się pod ciężarem wody, ale z tego powodu podczas pierwszej próby wypłynęła tylko niewielka ilość wody. Podjęto trzy próby wypchnięcia wody i aby efekt się powiódł, trzeba było osłabić tamę. Ponieważ Tsuburaya nie był w stanie poruszyć kamer, wszystkie trzy ujęcia zostały zmontowane razem.

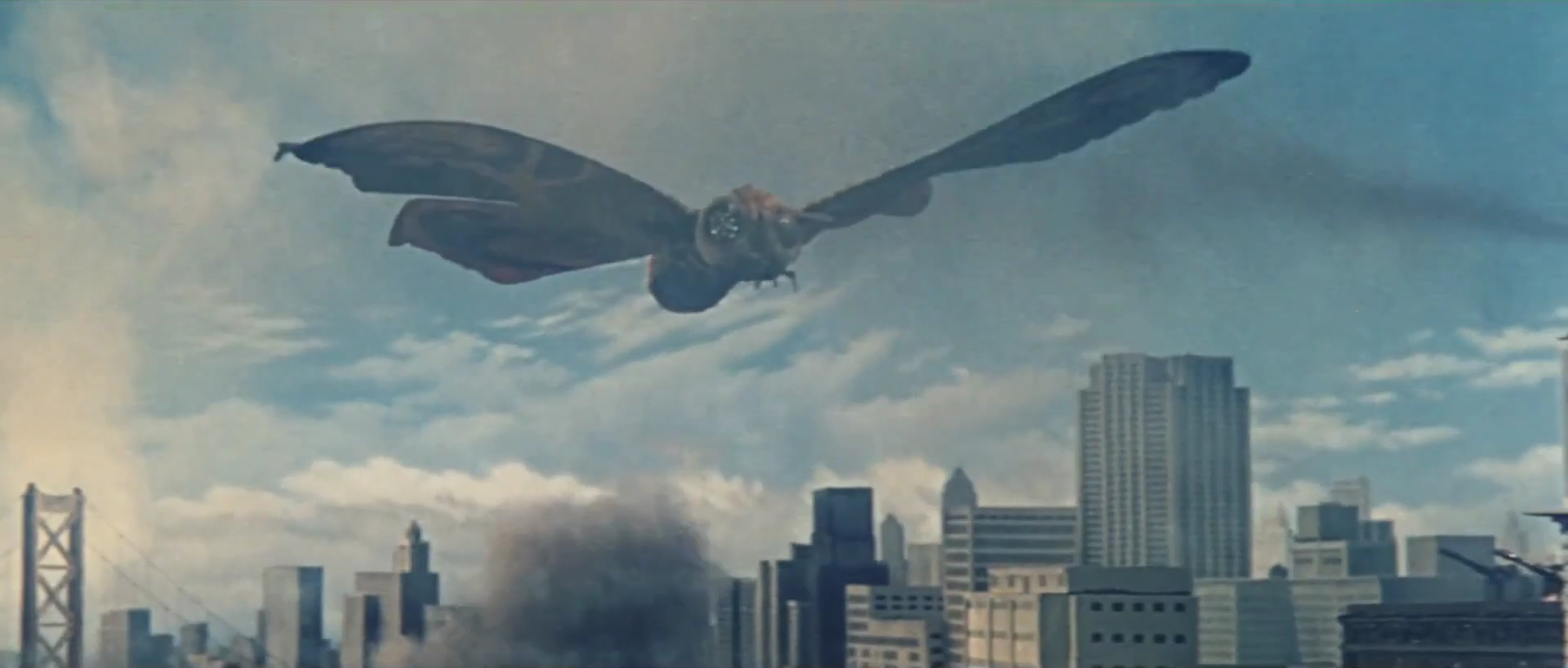
Atak Mothry na New Kirk City

Zarząd Tōhō uznał, że efekty specjalne ataku Mothry na New Kirk City będą zbyt drogie, więc wysłał zapytanie do Columbia Pictures o nowe, bardziej oszczędne zakończenie. W zmienionym finale Nelson zamiast zostawić związanego Shinjiego, porywa go i ucieka z nim do Rolisiki swym prywatnym samolotem, który rozbija w górach Kiusiu. Sen-chan, Chūjō, Michi i władze ścigają Nelsona i to tam widzą Mothrę pierwszy raz w formie imago. Ćma dopada Nelsona, który ginie spadając z klifu. Nie mogąc doczekać się odpowiedzi ze strony Columbia Pictures i narażać na opóźnienia, Tōhō zleciło Hondzie nakręcenie nowego zakończenia. Ekipa filmowa udała się do Kagoshimy i kręciła tam zdjęcia przez dwa tygodnie. Podczas kręcenia sceny śmierci Nelsona zrzucono do krateru góry Takachiho manekin naturalnej wielkości. Pozostawiony w kraterze manekin odkrył przypadkowy wspinacz, który sądząc, że to samobójstwo, wezwał policję, a ta ekipę ratunkową. Wybuchło zamieszanie, w wyniku którego Honda i jego zespół otrzymali reprymendę. Po sfilmowania zakończeniu Columbia Pictures odbierając to jako zerwanie kontaktu wymusiła pierwotny finał.
New Kirk City zostało oparte na Manhattanie, Los Angeles i San Francisco. Honda chciał także zamierzał sfilmować sceny w Los Angeles, ale ze względu na zawyżanie budżetu z powodu scen w New Kirk City, Honda musiał użyć materiałów archiwalnych z autostrad i plaż w Los Angeles, które znajdowały się w archiwach Tōhō. Ekipa efektów specjalnych zareagowała na to spektakularnym cięciem efektów specjalnych, takim jak stworzenie dużej grupy miniatur budynków, rozbicie okna wystawowego pod naporem wiatru Mothry i wrzucenie pojazdu do sklepu.

## Muzyka
Oryginalnie Akira Ifukube miał stworzyć muzykę do filmu, jednak odmówił nie czując się na siłach do stworzenia muzyki pod The Peanuts, jednocześnie będąc zajętym pracą nad muzyką do Ritmica Ostinata i filmu Budda (1961). Kompozytorem został Yūji Koseki. Słowa piosenek Shobijin zostały napisane w języku japońskim, a potem przetłumaczone na indonezyjski w Uniwersyteciu Tokijskim przez indonezyjskiego studenta z wymiany studenckiej.

## Promocja
Shobijin były nazwane w amerykańskich materiałach promocyjnych Ailenas tak jak w Hakkō Yōsei to Mosura. W amerykańskiej wersji językowej wyspa Infant, dom rodzinny Mothry, nazywa się wyspa Beru. W następnych filmach z jej udziałem w amerykańskiej wersji językowej ma już właściwą nazwę. Podczas gdy larwa Mothry w samym filmie ma jasnobrązowy kolor, kilka fotosów reklamowych filmu zdecydowało się zamiast tego pokolorować ją na zielono.

## Premiera
Premiera Mothry odbyła się 30 lipca 1961 roku w podwójnym pokazie z Awamori-kun Uridasu. Film wznowiono 14 grudnia 1974 roku  w ramach bloku filmowego dla dzieci Toho Champion Festival w potrójnym seansie z wznowioną Szerokością geograficzną zero (1969) i dokumentem Moeru Otoko Nagashima Shigeo Eikō no Sebangō 3 (1974), gdzie była to wersja skrócona osobiście przez Ishirō Hondę, następnie 18 grudnia 1976 roku wraz Godzillą (1954) i Rodanem – ptakiem śmierci (1956) jako część maratonu Tōhō Eiga Kessaku-sen Tsuburaya Eiji yume no sekai oraz 21 listopada 1982 roku w ramach obchodów 50-lecia Tōhō.
W Stanach Zjednoczonych film miał premierę 10 maja 1962 roku, w podwójnym pokazie z The Three Stooges in Orbit. Columbia Pictures skróciła film do 90 minut i zleciła do niego dubbing wykonany przez Titra Sound Studios.

## Odbiór

### Wyniki finansowe
Film przy koszcie 200 mln jenów zarobił 240 mln jenów przy sprzedanych 9 mln biletach, odnosząc znaczący sukces krytyczny i finansowy w Japonii, zajmują 10. miejsce w rocznym bilansie kinowym Kinema Junpo.

### Recenzje
Recenzje w amerykańskiej prasie były mieszane. Howard Thompson nie był zadowolony z gry aktorskiej Frankiego Sakaia: „Bohater to zgrzytliwy reporter wyglądający i zachowujący się jak Prosiak Porky” . Krytyk filmowy A.H. Weiler z „The New York Times” zachwalał kolor i efekty specjalne, jednocześnie uznając reżyserię, dialogi i aktorstwo za „niezdarne i absurdalne”. Recenzja z „Variety” była negatywna określając film jako „śmiesznie napisany i niedorzeczny, na wpół ryzykownie wykonany film o potworze”, który jest „zbyt niewygodny pod względem dramatycznej konstrukcji i prymitywny w histrionicznym stylu” .

## Dziedzictwo
Po latach Mothra stała się kultowym obrazem wśród fanów kaijū, a tytułowy potwór stał się jednym z najpopularniejszych japońskich potworów, pojawiając się w filmach z serii o Godzilli, a także otrzymując własną trylogię filmów pod koniec lat 90. Mothra otrzymała nawet przydomek Królowej Potworów analogicznie do Godzilli, określanego Królem Potworów. Jednocześnie zwraca się uwagę na to, że w swym debiucie, choć wciąż jest postacią pozytywną, jest dość okrutna i nie liczy się z wyrządzonymi przez siebie szkodami.
Mothra stała się przełomem w karierze Shinichiego Sekizawy, który został się głównym scenarzystą do filmów kaijū, w tym filmów z Godzillą, a także serii telewizyjnej Ultraman Tsuburaya Productions.
Wkrótce po występie w Mothrze, The Peanuts stały się sensacją i celebrytkami w Stanach Zjednoczonych. Wydały album The Peanuts Around the World Columbia Records i wzięły udział w programach telewizyjnych, m.in. The Danny Kaye Show i The Ed Sullivan Show.

## Odniesienia w kulturze popularnej
- W odcinku Gomer Pyle, U.S.M.C. pt. Marry Me, Marry Me w lokalnym kinie stoi fotos z Mothry[44].
- Odcinek serialu anime Kirby: Right Back at Ya! pt. Mosugabā no Gyakushū jest oparty na fabule Mothry[45].
- Mothra i Shobijin pojawiają się w skeczu Mad pt. LinKONG[46].
- W odcinku  Queer as Folk pt. Back in Business Connor mówi o możliwym remake’u Mothry[47].
- W odcinku University of Andy pt. How to Tell if You’re Dating a Crazy Mothra jest jednym z filmów wspomnianych przez Andy’ego[48].
- W odcinku Nie z tego świata pt. Hello, Cruel World film jest wspomniany przez Bobby’ego[49].
- Na okładce singla zespołu Godflesh pt. Mothra widnieje fotos z Mothry[50].
- Scena wyłaniania się Mothry z kokonu przy powalonym Tokyo Tower została sparodiowana w odcinku serialu anime Hime Chen! Otogi Chikku Idol Lilpri pt. Supesharu doresu o sagase !☆ Puritsu ![51].
- Na potrzeby albumu kompilacyjnego  Mothra Song The Best w 1998 roku Isao Bitō wykonywał metalowy cover piosenki Shobijin[52].
- Fly Fly Girls z komedii Czy wreszcie coś osiągniesz? są parodią Shobijin.
- W segmencie programu The Colbert Report pt. Obama the Socialist pojawia fotos Mothry z filmu pojawia się gdy prezenter wymienia listę rzeczy, o które oskarża się prezydenta Baracka Obamę[53].
- W filmie telewizyjnym Live from Washington D.C.: They Shoot HBO Specials, Don’t They? Dennis Miller cytuje Mothrę[54].
- W odcinku Ultramana pt. Miira no Sakebi potwór Dodongo ma głos Mothry[55].
- W Facetach w czerni II na ścianie wypożyczalni filmowej wisi amerykański plakat Mothry.
- Film jest zacytowany w Raperach z Malibu.
- W odcinku Love Hina pt. Kendō musume no Ryūgū Densetsu: Yume ka na podczas sekwencji snu Motoko pojawiają się drobne wróżki o wyglądzie Mutsumi Otohime będące parodią Shobijin. Zaś piosenka mająca przywołać żółwia Tama-chana jest parodią pieśni Mothry[56].
- W filmie Awamori-kun nishi-e iku widać makiety Mothry i jej formy larwanej.
- W odcinku Simpsonów pt. 101 Mitigations Mothra w wersji Shōwa pojawia się w video wyreżyserowanym przez Guillermo del Toro[57].
- Niezniszczalny dla wojska kokon Alone uczepiony Tokyo Skytree z odcinka Vividred Operation pt. Kyō Yori mo Azayaka ni nawiązuje do niemożności zabicia Mothry w kokonie[58].
- W odcinku Pokémon: Advanced Generations pt. Eiga taiketsu! Shutsugeki isshu bōei-tai!! będącym parodią filmów kaijū Iris i Zorua Luke’a grają w filmie Luke’a na konkurs filmowy rolę bliźniaczych księżniczek z Wyspy Pokémon będących parodią Shobijin[59].
- Bliźniaczki z odcinka Lightning Attack Express pt. Daikaijū VS Hikarian są wzorowane na Shobijin[60].